# ECos
Вбудована Конфігурована Операційна Система (Embedded Configurable Operating System, eCos) — операційна система реального часу з відкритим програмним кодом, розроблена для вбудованих систем та додатків, що потребують виконання лише одного процесу у кілька потоків. Система розроблена так, аби її можна було підлаштовувати до певних вимог додатка до продуктивності в реальному часі та потреб обладнання. Систему розроблено мовами програмування C та C++, і вона має шари сумісності та прикладні програмні інтерфейси для Портативного Інтерфейсу Операційної Системи (POSIX) та Операційної системи реального часу Нуклеус (TRON), варіанта µITRON. eCos підтримується популярними бібліотеками SSL/TLS, такими як wolfSSL, тож вона відповідає всім стандартам безпеки вбудованих систем.

## Дизайн
eCos було розроблено для пристроїв з об’ємом пам’яті в межах від кількох десятків до кількох сотень кілобайт, або для додатків з вимогами роботи в реальному часі.
eCos працює на багатьох платформах, включно з ARM, CalmRISC, FR-V, Hitachi H8, IA-32, Motorola 68000, Matsushita AM3x, MIPS, NEC V850, Nios II, PowerPC, SPARC, and SuperH.
Дистрибутив eCos включає RedBoot, додаток з відкритим програмним кодом, який використовує шар апаратних абстракцій eCos аби постачати завантажувальні програмово-апаратні засоби для вбудованих систем.

## Історія
eCos було створено в 1997 році компанією Cygnus Solutions, яку згодом придбала компанія Red Hat. На початку 2002 року Red Hat припинила розробку eCos та звільнила працівників цього проєкту. Багато звільнених працівників продовжили роботу над eCos, а декотрі з них започаткували власні компанії, що надавали підтримку операційної системи. У січні 2004 року розробники eCos направили запит, а в жовтні 2005 року Red Hat погодилася передати права валсності на eCos до Фонду вільного програмного забезпечення. Процес передачі завершився у травні 2008 року.

## Власницькі версії
Операційна система реального часу eCosPro — комерційне відгалуження від eCos, створене компанією eCosCentric. Система містить власницькі компоненти програмного забезпечення, про неї заявляють як про «стабільну, повністю тестовану, сертифіковану та підтримувану версію», з додатковими функціями, які не публікувалися у версії з відкритим кодом. У день пі в 2017 році в компанії  eCosCentric оголосили, що eCosPro було портовано на всі моделі Raspberry Pi, що було продемонстровано на торговій ярмарці «Вбудований світ» у Нюрнберзі (Німеччина), і згодом було дозволено користуватися системою безкоштовно в некомерційних цілях.

## Зовнішні посилання
- Офіційний сайт
- Стаття «Інструкція з портування ECos» Ентоні Дж. Масса 28.12.2001 (англійською мовою)
- Книга Ентоні Дж. Масса «Розробка вбудованого програмного забезпечення з eCos» [Архівовано 28 вересня 2007 у Wayback Machine.] (англійською мовою) 25-11-2002,ISBN 0-13-035473-2
- Веб-сайт eCosCentric [Архівовано 23 березня 2022 у Wayback Machine.]